# André Bressin
André Bressin, né au Havre le 27 février 1878 et mort le 17 décembre 1918 en Suisse, est un peintre animalier français, célèbre pour ses peintures de chevaux de course et jockeys.

## Biographie
André Bressin épouse le 21 février 1902 à Levallois-Perret, Jane Briançon de Gimat, fille, du capitaine de cavalerie en retraite; chevalier de la Légion d'honneur, et de Mme Briançon de Gimat. La mariée, nièce d'Adolphe Adam, le célèbre compositeur, est la petite-fille du colonel de Gimat, aide de camp de La Fayette, gouverneur de Sainte-Lucie, et, par sa mère, la petite-fille du colonel Génot, chevalier de Saint-Louis.
Son épouse décède le 22 janvier 1915 à Vevey en Suisse.
Il décède en Suisse des suites de la grippe en décembre 1918.

## L'œuvre
Peintre français mal connu de la fin du XIXe et du début du XXe siècle, sa notoriété s'est construite autour de son œuvre figurative de cavaliers, dans des sujets principalement sportifs (courses hippiques). Il se spécialisa dans la peinture de chevaux, dans des portraits ou dans des scènes de genre. 
On reconnait d'ailleurs, dans la facture rugueuse qui sait rendre la matière, la dette de l'artiste à son maître Thomas Couture, bien que ses compositions s'inspirent d'Alfred de Dreux, de Henri Auguste d'Ainecy Montpezat (1817–1859), de John Frederick Herring Sr. (en) et surtout John Frederick Herring Jr. (en). Bressin fait partie de ces nombreux peintres du XIXe, à commencer par Géricault, qui ont consacré leur art au cheval. Il fut notamment assistant professeur de dessin à l'École du Haras du Pin et y réalisa de nombreux portraits des étalons nationaux.
Très connu dans le monde sportif, il exposait chaque année, au salon du Concours hippique, des portraits de chevaux de courses qui avaient fait apprécier son talent par les propriétaires éleveurs et les connaisseurs.